# Емі Генніг
Емі Генніг (нар. 19 серпня 1964) — американська графічна дизайнерка та сценаристка відеоігор, раніше працювала в компанії Naughty Dog. Вона почала свою роботу в ігровій індустрії з розробок для Nintendo Entertainment System. Першою її роботою ігрового дизайнера стала гра «Michael Jordan: Chaos in the Windy City» для консолі Super Nintendo Entertainment System. Пізніше вона перейшла в Crystal Dynamics, працюючи в основному над серією комп'ютерних ігор «Legacy of Kain» (яку вона вважає своїм найбільшим досягненням). У Naughty Dog вона переважно працювала над серіями «Jak and Daxter» і «Uncharted».
Генніг вважає, що творче спрямування сценарію має більше значення, ніж графіка гри. Журнал «Едж» назвав її однією з найвпливовіших жінок в індустрії відеоігор.

## Освіта
Генніг закінчила Каліфорнійський університет у Берклі зі ступенем бакалавра англійської літератури. Вона продовжила навчання в кіношколі Університету Сан-Франциско, в той період її найняли художником для гри Atari під назвою «ElectroCop». Робота над грою змусила її зрозуміти, що індустрія відеоігор цікавить її більше, ніж кіноіндустрія. Невдовзі вона кинула кіношколу. Генніг сказала, що її дипломи із літератури та кінознавства допомогли їй у роботі: «Усе, що я навчилася на бакалавраті з англійської літератури та в кіношколі про монтаж, знімання та мову кіно, зіграло свою роль, але так, як я можливо і не планувала».

## Кар'єра

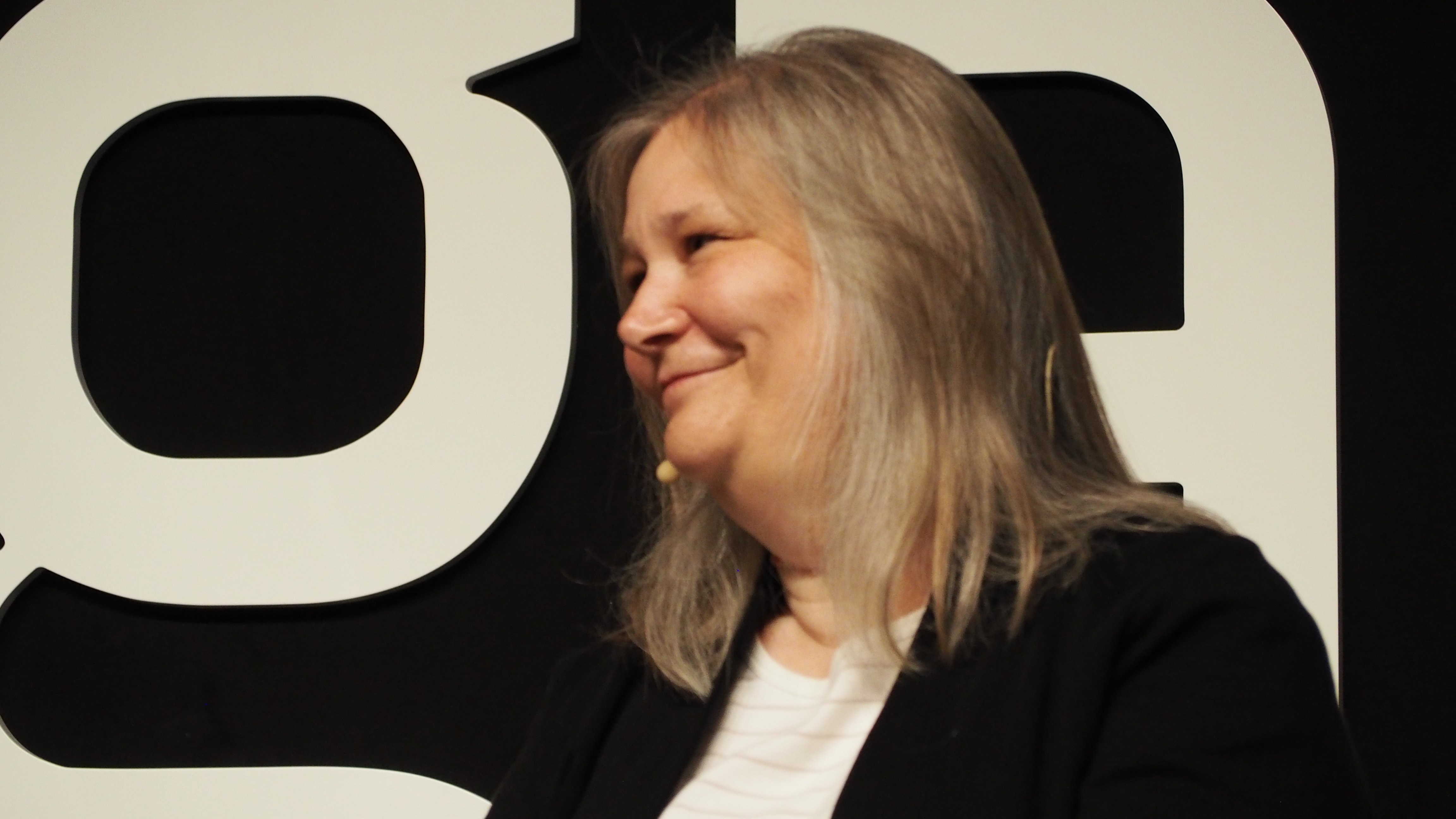
Генніг у 2018 році

Генніг працює в індустрії відеоігор з кінця 1980-х років. Більшість її перших робіт стосувалася ігор для Nintendo Entertainment System, де вона в основному працювала художником й аніматором. Вона спочатку працювала позаштатним художником над «Electrocop», невипущеної для Atari 7800, але вийшла версія для Atari Lynx. Згодом вона приєдналася до Electronic Arts як аніматор і художник, де працювала над кількома іграми, зокрема «Bard's Tale 4» і «Desert Strike». Пізніше вона зайнялася розробкою та графічним дизайном відеоігор.
Через два роки роботи в Electronic Arts Генніг працювала над «Michael Jordan: Chaos in the Windy City», як художник. В цей час звільняється провідний дизайнер і Генніг зайняла цю посаду. Наприкінці 1990-х років вона перейшла в Crystal Dynamics, де допомогла Silicon Knights у розробці «Blood Omen: Legacy of Kain». Пізніше вона стала графічним дизайнером, продюсером і сценаристом «Legacy of Kain: Soul Reaver». Вона також була графічним дизайнером і сценаристом «Soul Reaver 2» та «Legacy of Kain: Defiance».
Генніг покинула Crystal Dynamics, щоб стати креативним директором Naughty Dog. Вона брала участь у серії «Jak and Daxter», а потім займалася графічним дизайном гри «Uncharted: Drake's Fortune». Її призначили головним сценаристом і креативним директором серії «Uncharted». У «Uncharted 2: Among Thieves» Генніг очолювала команду зі 150 осіб, які працювали над грою, а також виконувала роль сценариста. Розробивши графічний дизайн, написавши сценарій для «Uncharted 3: Drake's Deception» і почавши роботу над «Uncharted 4: A Thief's End» для PlayStation 4, Генніг залишає Naughty Dog у 2014 році.
3 квітня 2014 року Генніг разом із Тоддом Стешвіком приєдналася до Visceral Games для роботи над «Project Ragtag», яку планували створити за всесвітом «Зоряних війн». 17 жовтня 2017 року було повідомлено, що EA закриває Visceral Games. Проєкт «Star Wars» відклали та передали іншій студії для перероблення. Представник EA повідомив Polygon, що EA «обговорює з Емі її наступний крок». У червні наступного року Генніг оголосила, що залишила EA в січні та заснувала невелику студію для вивчення варіантів пов'язаних з іграми у віртуальній реальності.
Генніг оголосила, що приєдналася до Skydance Media у листопаді 2019 року для створення там нового підрозділу Skydance New Media для «нових сюжетно-орієнтованих подій, [які] використовуватимуть найсучаснішу комп'ютерну графіку, яка забезпечить візуальну точність рівня телебачення та кіно, але з активним, продуманим досвідом, який дозволяє аудиторії контролювати ситуацію». У травні 2021 року Стешвік сказав, що працює з Генніг над пригодницькою грою. У вересні стало відомо, що це «Forspoken». Вони були частиною команди сценаристів разом із Гері Віттою та Еллісон Раймер.
У жовтні 2021 року компанія Skydance New Media оголосила, що співпрацює з Marvel Entertainment для створення нової пригодницької гри, дія якої відбуватиметься у Всесвіті Marvel.
У квітні 2022 року Skydance New Media та Lucasfilm Games оголосили, що працюють над сюжетною, пригодницькою грою, яка «включатиме оригінальну історію всесвіту Зоряних війн» з Генніг на чолі.

## Стиль
Генніг вважає, що термін «платформер» застарів і зловживає багатьма сучасними іграми, тому для деяких вона надає перевагу іншому терміну, наприклад «траверсні». Вона також вважає, що надмірне зосередження на графіці може гальмувати гру, додавши, що як тільки автори ігор зосередяться на творчому вираженні, відеоігри значно покращаться.
Вона часто використовує персонажів другого плану, щоб підкреслити особистісні аспекти інших персонажів через взаємодію в сценарії. Наприклад, Хлоя Фрейзер грає роль антагоніста для Натана Дрейка, підкреслюючи темні аспекти його особистості та минулого. Свою роботу над сценарієм і сюжетом в серії «Uncharted» Генніг описала як «найпередовіший» жанр кінематографічних відеоігор. Вона отримала дві нагороди Гільдії сценаристів США за найкращий сценарій відеогри, а також кілька інших нагород за роботу над «Uncharted 2» і «Uncharted 3».

## Вплив і спадщина
Генніг згадували як приклад успішної жінки в галузі, де історично домінували чоловіки, і того, як жінки грають у ній важливіші ролі. Сама Генніг каже, що не стикалася з сексизмом у цій індустрії, але в деяких випадках тут допомагав інший погляд, який відрізнявся від чоловічого. Британський відеожурнал «Едж» назвав її однією зі 100 найвпливовіших жінок ігрової індустрії.
У червні 2016 року Генніг отримала спеціальну нагороду БАФТА. У березні 2019 року на Game Developers Choice Awards її нагородили за життєві досягнення.

## Роботи
| Назва                                   | Рік        | Роль                                    | Видавець                    |
| --------------------------------------- | ---------- | --------------------------------------- | --------------------------- |
| Electrocop                              | 1989       | Художник                                | Atari Corporation           |
| The Bard's Tale IV                      | Невипущена | Художник                                | Electronic Arts             |
| Desert Strike: Return to the Gulf       | 1992       | Художник                                | Electronic Arts             |
| Michael Jordan: Chaos in the Windy City | 1994       | Дизайнер, художник                      | Electronic Arts             |
| 3D Baseball                             | 1996       | Художник                                | Crystal Dynamics            |
| Blood Omen: Legacy of Kain              | 1996       | Дизайн-менеджер                         | Crystal Dynamics            |
| Legacy of Kain: Soul Reaver             | 1999       | Графічний дизайнер, продюсер, сценарист | Eidos Interactive           |
| Legacy of Kain: Soul Reaver 2           | 2001       | Графічний дизайнер, сценарист           | Eidos Interactive           |
| Legacy of Kain: Defiance                | 2003       | Графічний дизайнер, сценарист           | Eidos Interactive           |
| Jak 3                                   | 2004       | Ігровий дизайнер                        | Sony Computer Entertainment |
| Uncharted: Drake's Fortune              | 2007       | Креативний директор, сценарист          | Sony Computer Entertainment |
| Uncharted 2: Among Thieves              | 2009       | Креативний директор, сценарист          | Sony Computer Entertainment |
| Uncharted 3: Drake's Deception          | 2011       | Креативний директор, сценарист          | Sony Computer Entertainment |
| Uncharted: Golden Abyss                 | 2011       | Сюжетний консультант                    | Sony Computer Entertainment |
| Battlefield Hardline                    | 2015       | Сценарист                               | Electronic Arts             |
| Forspoken                               | 2023       | Сценарист                               | Square Enix                 |